# Alfred del Regne Unit (príncep hereu de Saxònia-Coburg Gotha)
Alfred del Regne Unit, príncep hereu de Saxònia-Coburg Gotha (Londres 1874 - Merano Itàlia 1899). Nascut al Palau de Buckingham era fill dels llavors ducs d'Edimburg i després ducs de Saxònia-Coburg Gotha, Alfred del Regne Unit i Maria de Rússia. Era, per tant, net de la reina Victòria I del Regne Unit per part de pare, i del tsar Alexandre II de Rússia per part de mare. Per naixement fou considerat príncep del Regne Unit amb grau d'altesa reial, a la vegada que era hereu del seu pare al ducat d'Edimburg.
Al llarg de la seva infància visqué a Malta i a Londres, concretament a Clarence House. L'any 1893 es traslladà amb la seva família a viure a Coburg al castell de Rosenau, ja que el seu pare havia heretat el petit ducat centreeuropeu de Saxònia-Coburg-Gotha del seu oncle el duc Ernest II de Saxònia-Coburg Gotha.
L'any 1899 realitzà un intent de suïcidi en veure's involucrat en un escàndol amb una seva amant que va resultar casada. L'intent de suïcidi es realitza durant les celebracions pel vint-i-cinc aniversari de noces dels seus pares i fou un intent fallit tot essent enviat a la ciutat tirolesa de Merano per tal de reposar. Sis setmanes després moria i fou enterrat a Gotha al cementiri de Friedenstain.
Desgut a la seva mort el ducat d'Edimburg retornà a la Corona després de la mort del seu pare l'any 1900 i el ducat alemany passà al seu cosí el príncep Carles Eduard del Regne Unit, duc de Saxònia-Coburg Gotha.